# 年金手帳
| 国民年金（第1階）                                                 |             |
| 第1号被保険者                                                     | 1,449万人   |
| 第2号被保険者                                                     | 4,513万人   |
| 第3号被保険者                                                     | 793万人     |
| 被用者年金（第2階）                                               |             |
| 厚生年金保険                                                      | 4,047万人   |
| 公務員等                                                          | （466万人） |
| その他の任意年金                                                  |             |
| 国民年金基金 / 確定拠出年金（401k） / 確定給付年金 / 厚生年金基金 |             |

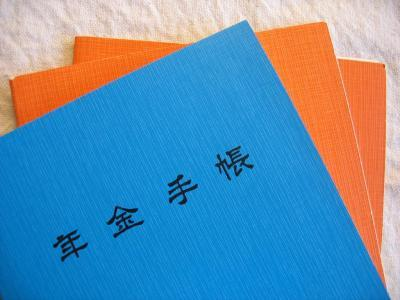
年金手帳

年金手帳（ねんきんてちょう）とは、日本において公的年金制度の加入者に対してかつて交付されていた、年金に関する情報が記載された手帳である。年金手帳の発行名義人は旧厚生省、旧社会保険庁、日本年金機構の名義で発行されていた。
なお、加入している公的年金制度（2階部分）が公務員等の共済組合や、日本私立学校振興・共済事業団が運営する共済のみの者には交付はなく、基礎年金番号制度が始まった1997年以降「基礎年金番号通知書」が交付されるだけである。
年金手帳の交付は2022年（令和4年）3月31日で廃止された。また、2018年（平成30年）3月5日以降は個人番号（マイナンバー）で公的年金の手続きが可能になったため、基礎年金番号の記載のある年金手帳は原則不要となっている。

## 目的
日本年金機構（旧・社会保険庁）が運営する公的年金制度（国民年金・厚生年金・船員保険）の被保険者であるという、身分証明するための手帳である。
加入者1人につき1冊交付され、基礎年金番号も一生涯にわたり有効であるため、大切に保管する必要があり、自分自身の「基礎年金番号」などが記載されている。公的年金制度共通のものであり、転職などで加入する年金が変わっても、新たに交付されることはなく、同じ手帳・基礎年金番号を共通して使うことができる。企業に入社する際の厚生年金への加入手続きや、年金を受給する際の手続きなど、年金に関するほとんどの場面で必要となる重要なものである。
表紙の色がオレンジとブルーの2種類がある。基礎年金番号が導入された1997年以降に交付された年金手帳は、手帳に基礎年金番号が記載されるため、旧来のものと区別するためにブルーの色になった（変遷を参照）。
年金証書との違い
年金に加入したときに「年金手帳」が交付されるのに対して、老齢年金の場合の受給年齢に達し年金の受給手続き（裁定請求）を行った上で、受給資格が認定されると交付されるのが「年金証書」である。氏名、生年月日、受給権発生年月日、年金の種類、年金加入期間、平均標準報酬月額、年金額、基礎年金番号、年金コードなどが記載されており、「年金受給権者の身分証明書」ともいえるものである。受給裁定が行われた通知である「裁定通知書」と一緒になっている。年金受給者が、定年退職後に勤務し始めたときや、転居や結婚をしたときなどで必要となる。
厚生年金保険被保険者証との関係
年金の受給手続きに必要な年金手帳を持っていない場合でも、「厚生年金保険被保険者証」と「基礎年金番号通知書」の2つを年金事務所に持参すれば、年金の受給手続き（裁定請求）が可能である。もちろん日本年金機構に対して年金手帳の交付を申請することもできる。

## 変遷
「年金手帳」が作られる前は、各年金制度別に「国民年金手帳（国民年金）」「厚生年金保険被保険者証（厚生年金）」「船員保険年金番号証（船員保険）」などがそれぞれ交付され、各年金制度ごとに年金番号が発行されていた。
国民年金より早く運用が始まった厚生年金は、1942年1月から「労働者年金被保険者証」が交付され、1944年6月からは、名称が「厚生年金保険被保険者証」（白）になった。さらに、1954年5月からは、大きさや色（緑）が変更になった。一方、国民年金は、1960年10月から「国民年金手帳」（ほぼ5年ごとに「水→カーキ→茶」に変更）が交付されていた。1974年11月からは、両制度の手帳が統一され、国民年金・厚生年金共通の「年金手帳」（オレンジ）が交付されるようになった。この手帳には、1冊の中に国民年金・厚生年金の記号・番号記入欄があり、最初に年金手帳の交付を受けた制度から、他の制度に移った場合でも、新しい年金手帳の交付を受けずに済むようになった。その後1997年1月の「基礎年金番号」の導入により、「年金手帳」は現在の形式（ブルー・基礎年金番号あり）に切り替わり、すべての公的年金制度共通のものになった。また、それ以前に発行された年金手帳（オレンジ）を持っている加入者には「基礎年金番号通知書」が送付された。
年金手帳は以上のような変遷をたどってきたため、加入者によって持っている手帳が異なっていたり複数持っている場合がある。

### 基礎年金番号通知書への移行
2022年3月31日をもって年金手帳の発行は廃止され、4月1日以降に新たに年金制度に加入もしくは年金手帳の紛失等により再発行をする場合は、基礎年金番号通知書が発行されている。既に年金手帳を持っている場合は、基礎年金番号が確認できる書類として年金手帳を引き続き利用することになる。

## 発行
20歳になり最寄りの市区役所・町村役場で国民年金の資格取得手続き（加入手続き）を行うと、社会保険庁（現・日本年金機構）から年金手帳が交付される。1997年以降は住民基本台帳の個人情報に基づき、20歳になると年金加入手続きを行わなくても職権で加入手続きがとられ、年金手帳が自動的に本人に直接交付される仕組みとなっている（第1号被保険者・第3号被保険者の場合）。ただし加入手続きが遅れると国民年金保険料を前納できる時期が短くなったり、納付が遅れる事によって年金（特に障害年金や遺族年金）の納付要件を満たさなくなる可能性もあるので誕生日から14日以内に手続きをすることが望ましい。
なお20歳未満で就職した場合（第2号被保険者の場合）などは、事業主が年金事務所で厚生年金保険の被保険者資格取得手続きをするため、事業主を通して年金手帳が交付される。
いずれの年金手帳であっても、被保険者が厚生年金保険の適用事業所に就職した場合は、直ちにその所持する年金手帳を事業主に提出しなければならない。事業主は、提出を受けた年金手帳を確認後、これを返付しなければならない。事業主が年金手帳を日本年金機構に提出することはない。

## 再発行
日本年金機構のパンフレットやホームページでは、年金手帳を紛失した場合に手帳の再発行申請を行うよう説明されている。なお、共済のみに加入している場合は「基礎年金番号通知書」の再発行となる。
- 最寄りの年金事務所で、氏名・生年月日・現住所・勤務先の名称と所在地を所定の用紙に記入する。印鑑や身分証明書などは不要である。職員がオンラインシステム上の保険料納付記録を照会するのを待ち、記録が確認されたのちに別の用紙に手帳の送付先を記入すると、1週間程度で新しい手帳が発行される。官公庁発行の写真付き本人確認書類を提示すれば、窓口ですぐに再発行される。
- 電子申請を使い、ネット経由で再発行申請を行うことも出来る（24時間・365日）。

## 色の違いと種類
いずれも大きさは縦約15 cm×横約10.5 cmである。
水→カーキ→茶
「国民年金手帳」（1960年10月 - ）
オレンジ
国民年金・厚生年金共通の「年金手帳」（1974年11月 - ）
ブルー
すべての公的年金制度共通の「年金手帳」（1997年1月 - ）

## 基礎年金番号と年金手帳との関係
「厚生年金保険被保険者証」や「年金手帳」を両方持っていたり、年金手帳を2冊持っている場合には、それぞれの記号・番号を「基礎年金番号」へ一本化するために、最寄りの年金事務所で手続きをする必要がある。「基礎年金番号」は、すべての公的年金の加入記録を一元的に管理するために、被保険者1人あたり一つの番号が割当てられている。そのため、基礎年金番号が記載されている年金手帳1冊があれば、年金給付には問題はない。
基礎年金番号制度が導入される前に年金に加入していた場合や、学生などで任意加入だった場合などは、「基礎年金番号通知書」が送付されているため、これを年金手帳の表紙裏面に貼り付ける必要がある。表紙がブルーの手帳の場合は元から年金手帳に基礎年金番号が印刷されている。

## 年金手帳（オレンジ）の記載内容
年金番号
「基礎年金番号」が記載されている。
オレンジの表紙のものでは「厚生年金保険」と「国民年金」それぞれの記号番号（1986年3月までに発行されたものでは、さらに「船員保険」の年金番号）が記載されている。これは、以前「厚生年金保険」・「国民年金」・「船員保険」で年金番号を区別していた頃の名残である。
オレンジの表紙のものについては、基礎年金番号制度の導入時、「基礎年金番号通知書」を表紙の裏面に貼付するよう、当時の社会保険庁は案内していた。また、基礎年金番号制度の導入後に社会保険事務所での処理が行われたものについては、「厚生年金番号」と「国民年金番号」のどちらかに「基礎年金番号」と赤色のスタンプが押され、「基礎年金番号」以外の番号に「登録済」と赤色のスタンプが押されている。この場合、「基礎年金番号」の方に別の年金番号の保険料納付記録も一括で登録されていることを示している。もし、年金手帳に「基礎年金番号通知書」の貼付が無く、「基礎年金番号」の赤色のスタンプも無い上に、2個以上の年金番号や2冊以上の手帳がある場合は、年金の加入記録が一本化がされていない可能性が大きく、年金事務所に申し出る必要がある。
氏名・生年月日・性別
戸籍謄本に掲載されている氏名と違う事例、生年月日がずれている事例が報告されている。その場合は最寄りの年金事務所で訂正の申請をする必要がある。性別が異なっている事例もあるため、注意が必要である。
住所
近年は事務手続きの省力化のため、記入されていない。しかし、オンラインシステム上にある保険料納付記録と一緒に登録されている住所は修正する必要があるため、転居した場合などには、市町村への転入届の際に処理されない場合には、最寄りの年金事務所に届け出る必要がある。
保険料納付記録（年金の加入記録）
以前は、国民年金や厚生年金保険（船員保険）への加入年月日が記入されていたが、事務手続きの省力化のため、近年では省略されている。依頼すれば年金事務所で記入してもらうこともできる。

## 身分証明書としての年金手帳
かつては、日本国政府（社会保険庁）が発行していた公的書類であることから、現在でも年金手帳を身分証明書として認めている場所は多い。顔写真は添付されていないが、位置づけとしては「健康保険被保険者証（保険証）」と同等である。
施設割引
年金手帳を提示するだけで、使用料が割引になる施設がある。グリーンピアや国民年金の宿ウェルサンピア・ウェルシティ、がその代表例である。

## 年金手帳の今後

### 年金通帳化
現在の年金手帳は、基礎年金番号などが記載されているだけであり、自分自身の保険料納付記録については、日本年金機構のオンラインシステムに記録されている。これに対し、いくつかの政党は年金制度の透明化を図るために、2005年の衆院選から、金融機関の預金通帳と同様に、『支払った金額や将来受け取れる金額などを明示した「年金通帳」の導入』を、政策目標の一つに掲げている。また新党日本は、支払った金額を1ヶ月毎に印字し、年度末には国費支給分を合算して、確実に給付される合計金額を明示するものを提案していた。一方、民主党は、加入年月日、支払った金額（制度別）、年間の受給見込み額を、それぞれ1年単位で印字するものを提案している。社民党は、民主党と同様のものをイメージし「マイ年金通帳」と呼称している。
利点としては、自分自身の保険料納付記録や、将来受け取ることができる金額をすぐに確認できること、年金記録問題を防止できることなどが考えられる。
欠点としては、システム設計費や記帳用の機械の導入・維持費用が膨大になること、長期間保険料を支払い続ける年金制度において、通帳が膨大な冊数になってしまうこと、記帳用機械はおそらく各県に数〜数十カ所しか設置されないため非常に利便性が悪く、長期間記帳しない人が現れることが予想されるが、そうなった場合年金記録問題の防止にならないことなどが考えられる。